# Liste des ministres flamands des Affaires administratives
Voici la liste des ministres des Affaires administratives de Flandre depuis la création de la fonction en 1988.
| Titulaire | Titulaire          | Titulaire                       | Parti    | Mandat                                                           | Gouvernement | Portefeuille ministériel |
| --------- | ------------------ | ------------------------------- | -------- | ---------------------------------------------------------------- | --- | --- |
| 1         |                    | Theo Kelchtermans (1943-)       | CVP      | 3 février 1988 – 18 octobre 1988 (8 mois et 15 jours)            | Geens III | Ministre de l'Emploi, de la Formation et de la Fonction publique |
| 2         |                    | Luc Van den Bossche (1947-)     | SP       | 18 octobre 1988 – 28 septembre 1998 (9 ans, 11 mois et 10 jours) | Geens IV | Ministre des Affaires intérieures et de la Fonction publique |
| 2         | Van den Brande I   | Luc Van den Bossche (1947-)     | SP       | 18 octobre 1988 – 28 septembre 1998 (9 ans, 11 mois et 10 jours) | Ministre de l'Éducation et de la Fonction publique | |
| 2         | Van den Brande II  | Luc Van den Bossche (1947-)     | SP       | 18 octobre 1988 – 28 septembre 1998 (9 ans, 11 mois et 10 jours) | Ministre de l'Éducation et de la Fonction publique | |
| 2         | Van den Brande III | Luc Van den Bossche (1947-)     | SP       | 18 octobre 1988 – 28 septembre 1998 (9 ans, 11 mois et 10 jours) | Ministre de l'Éducation et de la Fonction publique | |
| 2         | Van den Brande IV  | Luc Van den Bossche (1947-)     | SP       | 18 octobre 1988 – 28 septembre 1998 (9 ans, 11 mois et 10 jours) | Vice-Ministre-président et Ministre de l'Éducation et de la Fonction publique | |
| 3         |                    | Eddy Baldewijns (1945-)         | SP       | 28 septembre 1998 – 13 juillet 1999 (9 mois et 15 jours)         | Van den Brande IV | Ministre de l'Éducation et de la Fonction publique |
| 4         |                    | Johan Sauwens (1951-)           | VU       | 13 juillet 1999 – 10 mai 2001 (1 an, 9 mois et 27 jours)         | Dewael | Ministre des Affaires intérieures, de la Fonction publique et des Sports |
| 5         |                    | Paul Van Grembergen (1937-2016) | VU       | 10 mai 2001 – 20 juillet 2004 (3 ans, 2 mois et 10 jours)        | Dewael | Ministre des Affaires intérieures, de la Fonction publique et du Logement |
| 5         |                    | Paul Van Grembergen (1937-2016) | Spirit   | 10 mai 2001 – 20 juillet 2004 (3 ans, 2 mois et 10 jours)        | Somers | Ministre des Affaires intérieures, de la Fonction publique, de la Culture et de la Jeunesse |
| 6         |                    | Geert Bourgeois (1951-)         | N-VA     | 20 juillet 2004 – 22 septembre 2008 (4 ans, 2 mois et 2 jours)   | Leterme | Ministre des Affaires administratives, de la Politique étrangère, des Médias et du Tourisme |
| 6         | Peeters I          | Geert Bourgeois (1951-)         | N-VA     | 20 juillet 2004 – 22 septembre 2008 (4 ans, 2 mois et 2 jours)   | | Ministre des Affaires administratives, de la Politique étrangère, des Médias et du Tourisme |
| 7         |                    | Kris Peeters (1962-)            | CD&V     | 22 septembre 2008 – 13 juillet 2009 (9 mois et 21 jours)         | Peeters I | Ministre-président et Ministre des Réformes institutionnelles, de l'Agriculture, de la Pêche maritime, des Ports, de la Politique rurale, des Affaires administratives, de la Politique étrangère, des Médias et du Tourisme   |
| (6)       |                    | Geert Bourgeois (1951-)         | N-VA     | 13 juillet 2009 – 25 juillet 2014 (5 ans et 12 jours)            | Peeters II | Vice-Ministre-président et Ministre des Affaires administratives, de l'Administration locale, de l'Intégration, du Tourisme, du Patrimoine immobilier et de la Périphérie bruxelloise                                          |
| 8         |                    | Liesbeth Homans (1973-)         | N-VA     | 25 juillet 2014 – 2 octobre 2019 (5 ans, 2 mois et 7 jours)      | Bourgeois | Vice-Ministre-présidente et Ministre des Affaires intérieures, des Affaires administratives, de l'Égalité des chances, de l'Intégration, du Logement, de la Réduction de la Pauvreté et de l'Économie sociale                  |
| 8         | Homans             | Liesbeth Homans (1973-)         | N-VA     | 25 juillet 2014 – 2 octobre 2019 (5 ans, 2 mois et 7 jours)      | Ministre-présidente et Ministre des Affaires intérieures, des Affaires administratives, de l'Égalité des chances, de l'Intégration, du Logement, de la Réduction de la Pauvreté et de l'Économie sociale | |
| 9         |                    | Bart Somers (1964-)             | Open Vld | 2 octobre 2019 – 6 novembre 2023 (4 ans, 1 mois et 1 jour)       | Jambon | Vice-Ministre-président et Ministre des Affaires intérieures, des Affaires administratives, de l'Égalité des chances et de l'Intégration                                                                                       |
| 10        |                    | Gwendolyn Rutten (1975-)        | Open Vld | 7 novembre 2023 – 2 août 2024 (8 mois et 26 jours)               | Jambon | Vice-Ministre-présidente et Ministre des Affaires intérieures, des Affaires administratives, de l'Égalité des chances et de l'Intégration                                                                                      |
| 11        |                    | Lydia Peeters (1969-)           | Open Vld | 2 août 2024 – 30 septembre 2024 (1 mois et 28 jours)             | Jambon | Vice-Ministre-présidente et Ministre des Affaires intérieures, des Affaires administratives, de l'Égalité des chances, de l'Intégration, de la Mobilité et des Travaux publics                                                 |
| 12        |                    | Hilde Crevits (1967-)           | CD&V     | 30 septembre 2024 – (5 mois et 13 jours)                         | Diependaele | Vice-Ministre-présidente et Ministre des Affaires intérieures, urbaines et rurales, de l'Intégration, du Vivre-ensemble, de l'Intégration civique, des Affaires administratives, de l'Économie sociale et de la Pêche maritime |